# Pliomelaena brevifrons
Pliomelaena brevifrons är en tvåvingeart som först beskrevs av Mario Bezzi 1918.  Pliomelaena brevifrons ingår i släktet Pliomelaena och familjen borrflugor. Inga underarter finns listade i Catalogue of Life.